# Apopodocotyle oscitans
Apopodocotyle oscitans är en plattmaskart. Apopodocotyle oscitans ingår i släktet Apopodocotyle och familjen Opecoelidae. Inga underarter finns listade i Catalogue of Life.